# Colin Mallory
Colin Mallory est un personnage de la série Sliders, interprété par Charlie O'Connell.

## Histoire

### Saison 4
Frère (réel) de Quinn, il vit sur un monde Amish en attendant que Quinn le retrouve. Il voue une admiration sans borne envers Quinn, et est souvent l'objet de taquineries de la part de Quinn, Maggie et Rembrandt.

### Saison 5
Colin apparaît très brièvement au début de cette saison dans laquelle, à la suite d'une expérience du docteur Oberon Geiger, il disparaît à la première glisse de cette saison, condamné sans ancrage à glisser de monde en monde.
Rembrandt et Maggie, avec l'aide de Diana Davis et de Mallory (un double de Quinn), essaieront de trouver un moyen, sans succès, de le désancrer.

## Commentaires
Il était prévu, au début, que Colin soit en réalité un clone de Quinn créé par les Kromaggs afin de servir d'agent double au sein des Glisseurs, mais l'idée fut finalement abandonnée.
Charlie O'Connell a également participé à deux autres épisodes (Saisons 2 et 3) dans lesquels il tenait des rôles différents.
L'acteur quitte la série après le tournage du dernier épisode de la Saison 4 à la suite de négociations salariales qui n'ont pas abouti. Comme son départ n'a pas été anticipé dans les scénarios de fin de la Saison 4, on a droit à un début de Saison 5 des plus farfelus pour expliquer son départ avec une doublure pour jouer son rôle de Colin Mallory qui disparait tragiquement lors de la première glisse de la saison 5.